# Секретарёв, Константин Фёдорович
Константин Фёдорович Секретарёв (1919, Елец, Орловская губерния — 1989, Москва) — советский военный деятель, генерал-лейтенант.

## Биография
Родился в 1919 году в Ельце. Член КПСС с 1939 года.
Техник дистанции пути ст. Узловая Московско-Донбасской железной дороги.
С 1938 года — на военной службе. Начальник пограничных застав; участник Великой Отечественной войны, старший офицер 1-го отделения Разведывательного отдела штаба войск НКВД по охране тыла 2-го Прибалтийского фронта.
Окончил Военную академию им. Фрунзе, Академию Генерального штаба.
Командир 92-го стрелкового Карпатского Краснознаменного полка внутренних войск, командир 105-го мотострелкового Рижского Краснознаменного полка внутренних войск, начальник штаба УПВ КГБ Тихоокеанского округа, начальник штаба ГУПВ КГБ при СМ СССР, начальник войск Тихоокеанского пограничного округа КГБ, начальник войск Северо-Западного пограничного округа КГБ, начальник войск Прибалтийского пограничного округа КГБ.
Избирался депутатом Верховного Совета Латвийской ССР 8-го и 9-го созывов.
Делегат XXIV и XXV съездов КПСС, член ЦК КП Латвии.
Умер в Москве в 1989 году.

## Награды
- орден Красной Звезды (25.6.1954)[1]
- медали, в том числе:
  - «За боевые заслуги» (9.12.1943, 24.11.1950)[1]
  - «За победу над Германией» (9.5.1945)[1]